# Osa (góra)
Osa (gr. Όσσα), również Kisawos (Κίσσαβος) – masyw górski w północnej Grecji, w Tesalii, w pobliżu wybrzeża Zatoki Termajskiej, oddzielony od Olimpu głęboko wciętą, przełomową doliną rzeki Pinios. Osiąga wysokość 1978 m n.p.m.